# Phước Hòa, Thành phố Hồ Chí Minh
Phước Hòa là một xã thuộc Thành phố Hồ Chí Minh, Việt Nam.

## Địa lý
Xã Phước Hòa có diện tích 61,28 km², dân số năm 2021 là 15.418 người, mật độ dân số đạt 252 người/km².

## Hành chính
Xã Phước Hòa được chia thành 7 ấp: 1A, 1B, 2A, Bàu Cỏ, Bố Lá, Đồng Chinh, Suối Con.

## Lịch sử
Trước đây, Phước Hòa là một xã thuộc huyện Tân Uyên cũ.
Ngày 23 tháng 7 năm 1999, Chính phủ ban hành Nghị định 58/1999/NĐ-CP về việc chuyển xã Phước Hòa thuộc huyện Tân Uyên về trực thuộc huyện Phú Giáo mới tái lập quản lý.